# Eredivisie 2008/09 (vrouwenvoetbal)
De Eredivisie is de hoogste Nederlandse voetbalcompetitie voor vrouwen. Hier staan zaken die te maken hebben met de Eredivisie tijdens het seizoen 2008/09.
Dit was het tweede seizoen van de Eredivisie waarvoor zeven teams waren geselecteerd. In vergelijking met vorig seizoen werd de competitie uitgebreid met één elftal, te weten Roda JC. Er was sprake van een gesloten competitie waardoor er geen degradatie mogelijk was. De clubs speelden twee keer uit en twee keer thuis tegen elkaar. Omdat er een oneven aantal clubs meedeed, had per speelronde één club vrij.

## Teams
Tijdens het seizoen 2008/09 speelden de volgende teams in de Eredivisie:
| Club          | Plaats     | Stadion                         |
| ------------- | ---------- | ------------------------------- |
| ADO Den Haag  | Den Haag   | Sportcomplex De Aftrap          |
| AZ            | Alkmaar    | Sportcomplex 't Lood            |
| sc Heerenveen | Heerenveen | Sportpark Skoatterwâld          |
| Roda JC       | Kerkrade   | Sportpark Kaalheide             |
| FC Twente     | Enschede   | Sportpark Slangenbeek (Hengelo) |
| FC Utrecht    | Utrecht    | Sportcomplex Zoudenbalch        |
| Willem II     | Tilburg    | Sportcomplex Bijstervelden      |

## Ranglijst
| Pos | Team          | Wed | W  | G | V  | Ptn | DV | DT | +/− | Kwalificatie                  |
| --- | ------------- | --- | -- | - | -- | --- | -- | -- | --- | ----------------------------- |
| 1   | AZ (K)        | 24  | 15 | 4 | 5  | 49  | 45 | 16 | +29 | UEFA Women's Champions League |
| 2   | ADO Den Haag  | 24  | 14 | 4 | 6  | 46  | 42 | 24 | +18 |                               |
| 3   | Willem II     | 24  | 14 | 4 | 6  | 46  | 44 | 34 | +10 |                               |
| 4   | FC Utrecht    | 24  | 11 | 4 | 9  | 37  | 34 | 31 | +3  |                               |
| 5   | FC Twente     | 24  | 10 | 3 | 11 | 33  | 28 | 30 | −2  |                               |
| 6   | sc Heerenveen | 24  | 6  | 3 | 15 | 21  | 28 | 43 | −15 |                               |
| 7   | Roda JC       | 24  | 1  | 4 | 19 | 4   | 22 | 65 | −43 |                               |

1. ↑  Roda JC kreeg drie punten in mindering wegens het niet spelen van de inhaalwedstrijd tegen sc Heerenveen op 23 februari.[2]

## Programma met uitslagen
1. ↑  Wedstrijd op 4 september gestaakt bij 0–1 stand, wegens uitvallen lichtinstallatie.

## Kruistabel

### 1e helft
| Thuis \ Uit   | ADO | AZ  | HEE | RJC | TWE | UTR | WIL |
| ------------- | --- | --- | --- | --- | --- | --- | --- |
| ADO Den Haag  |     | 0–1 | 4–1 | 0–0 | 2–3 | 3–2 | 1–0 |
| AZ            | 1–0 |     | 0–0 | 3–0 | 0–0 | 1–1 | 5–2 |
| sc Heerenveen | 0–1 | 1–0 |     | 2–1 | 1–3 | 1–2 | 1–2 |
| Roda JC       | 2–2 | 1–4 | 1–6 |     | 3–1 | 1–2 | 0–2 |
| FC Twente     | 0–1 | 2–3 | 0–3 | 1–0 |     | 0–1 | 0–3 |
| FC Utrecht    | 0–3 | 1–0 | 0–0 | 4–0 | 2–1 |     | 0–1 |
| Willem II     | 2–1 | 1–1 | 1–0 | 3–2 | 1–1 | 3–3 |     |

### 2e helft
| Thuis \ Uit   | ADO | AZ  | HEE | RJC | TWE | UTR | WIL |
| ------------- | --- | --- | --- | --- | --- | --- | --- |
| ADO Den Haag  |     | 0–1 | 3–0 | 5–0 | 1–0 | 2–2 | 2–5 |
| AZ            | 0–1 |     | 3–1 | 3–0 | 0–2 | 4–1 | 2–1 |
| sc Heerenveen | 1–2 | 0–4 |     | 3–3 | 2–1 | 0–2 | 1–4 |
| Roda JC       | 0–2 | 0–2 | 3–4 |     | 1–3 | 1–3 | 2–2 |
| FC Twente     | 1–1 | 0–1 | 1–0 | 2–0 |     | 1–0 | 2–1 |
| FC Utrecht    | 1–2 | 1–0 | 1–0 | 2–1 | 2–3 |     | 0–1 |
| Willem II     | 1–3 | 0–6 | 1–0 | 4–0 | 1–0 | 2–1 |     |

## Statistieken

### Aantal goals per speelronde
| 7 |

| 11 |

| 7 |

| 6 |

| 12 |

| 7 |

| 9 |

| 2 |

| 12 |

| 9 |

| 6 |

| 10 |

| 6 |

| 11 |

| 7 |

| 11 |

| 13 |

| 9 |

| 7 |

| 3 |

| 8 |

| 10 |

| 11 |

| 12 |

| 6 |

| 6 |

| 12 |

| 13 |

| 8.7 |

| Eredivisie | Totaal: 243 Doelpunten |

| Eredivisie | Totaal: 243 Doelpunten |

### Topscorers
| Pos.             | Speler                       | Club             | Goals |
| ---------------- | ---------------------------- | ---------------- | ----- |
| 1                | Sylvia Smit                  | sc Heerenveen    | 14    |
| 2                | Marlous Pieëte               | FC Twente        | 12    |
| 3                | Claudia van den Heiligenberg | AZ               | 11    |
| 4                | Chantal de Ridder            | AZ               | 10    |
| 4                | Karin Stevens                | Willem II        | 10    |
| 4                | Dominique Vugts              | Willem II        | 10    |
| 7                | Lisanne Vermeulen            | FC Utrecht       | 9     |
| 7                | Kirsten van de Ven           | Willem II        | 9     |
| 9                | Lisanne Grimberg             | ADO Den Haag     | 8     |
| 9                | Renate Jansen                | ADO Den Haag     | 8     |
| 11               | Jill Wilmot                  | ADO Den Haag     | 7     |
| 12               | Gilanne Louwaars             | FC Utrecht       | 6     |
| 12               | Liesbeth Migchelsen          | AZ               | 6     |
| 14               | Jessica Fishlock             | AZ               | 5     |
| 14               | Sherida Spitse               | sc Heerenveen    | 5     |
| 16               | 6 speelsters                 | 6 speelsters     | 4     |
| 22               | 13 speelsters                | 13 speelsters    | 3     |
| 35               | 13 speelsters                | 13 speelsters    | 2     |
| 48               | 21 speelsters                | 21 speelsters    | 1     |
| Eigen doelpunten | Eigen doelpunten             | Eigen doelpunten | 3     |
| Totaal:          | Totaal:                      | Totaal:          | 243   |
| Wedstrijden:     | Wedstrijden:                 | Wedstrijden:     | 84    |
| Gemiddelde:      | Gemiddelde:                  | Gemiddelde:      | 2.89  |

4 Goals
- Daphne Koster (AZ)

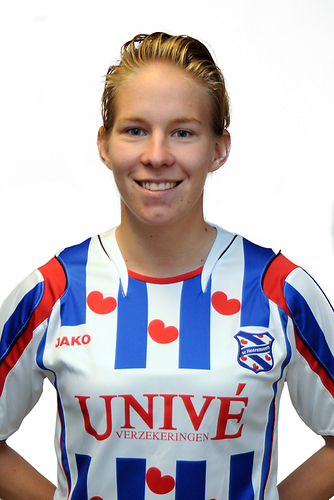
Sylvia Smit van sc Heerenveen werd topscorer met veertien doelpunten

- Stephanie Harmsen (Roda JC)
- Shirley Kocacinar (Roda JC)
- Anouk Dekker (FC Twente)
- Shanice van de Sanden (FC Utrecht)
- Jessica Torny (Willem II)

3 Goals
- Sheila van den Bulk (ADO Den Haag)
- Elise Tak (ADO Den Haag)
- Ilse Witteman (ADO Den Haag)
- Bouchra Moudou (AZ)
- Loïs Oudemast (AZ)
- Leonie van de Velde (sc Heerenveen)
- Liv Aerts (Roda JC)

3 Goals (vervolg)
- Suzanne de Kort (Roda JC)
- Maayke Heuver (FC Twente)
- Roos Kwakkenbos (FC Utrecht)
- Mandy Versteegt (FC Utrecht)
- Mauri van de Wetering (Willem II)
- Niki De Cock (Willem II)

2 Goals
- Geke Maat (ADO Den Haag)
- Esther Scheenaard (ADO Den Haag)
- Leonne Stentler (ADO Den Haag)
- Sabine Verheul (ADO Den Haag)
- Dyanne Bito (AZ)
- Sharona Demandt (Roda JC)
- Annika Pluijmen (Roda JC)

2 Goals (vervolg)
- Laura Geurts (FC Twente)
- Ellen Jansen (FC Twente)
- Lenie Onzia (FC Twente)
- Carola Winter (FC Twente)
- Priscilla van Schuilenburg (FC Utrecht)
- Cindy Burger (Willem II)

1 Goal
- Jeanine van Dalen (ADO Den Haag)
- Dionne Demarteau (AZ)
- Brenda Eefting (sc Heerenveen)
- Ilse Meekma (sc Heerenveen)
- Carmen Manduapessy (sc Heerenveen)
- Jorike Olde Loohuis (sc Heerenveen)
- Rosanne Roeles (sc Heerenveen)
- Kelly Gilissen (Roda JC)
- Danitsja Heijligers (Roda JC)
- Miranda Valkenberg (Roda JC)
- Nora Häuptle (FC Twente)

1 Goal (vervolg)
- Joniek Bonnes (FC Utrecht)
- Petra Hogewoning (FC Utrecht)
- Anouk Hoogendijk (FC Utrecht)
- Tessa Oudejans (FC Utrecht)
- Shirley Smith (FC Utrecht)
- Corian van der Steen (FC Utrecht)
- Monique van Veen (FC Utrecht)
- Daniëlle van de Donk (Willem II)
- Marlou Peeters (Willem II)
- Renée Slegers (Willem II)

Eigen doelpunt
- Atty Eelkema (sc Heerenveen, tegen Roda JC)
- Lisanne Schaareman (sc Heerenveen, tegen ADO Den Haag)
- Kelly Gilissen (Roda JC, tegen sc Heerenveen)

Vrouwenvoetbal Nederland[dode link]

## Belangrijke transfers
| Naam               | Oude club      | Nieuwe club           |
| ------------------ | -------------- | --------------------- |
| Dyanne Bito        | ADO Den Haag   | AZ                    |
| Marije Brummel     | FC Twente      | sc Heerenveen         |
| Nangila van Eyck   | ADO Den Haag   | sc Heerenveen         |
| Kelly Gilissen     | Willem II      | Roda JC               |
| Shirley Kocacinar  | Willem II      | Roda JC               |
| Femke Maes         | Willem II      | Djurgårdens IF Dam () |
| Félicienne Minnaar | Arsenal LFC () | FC Twente             |
| Lenie Onzia        | Arsenal LFC () | FC Twente             |
| Sanne Pluim        | FC Twente      | Stopt *               |
| Gave Van Poucke    | sc Heerenveen  | RSC Anderlecht () *   |
| Aniek Schepens     | FC Twente      | Roda JC               |
| Sylvia Smit        | FC Twente      | sc Heerenveen         |
| Sandra Swinkels    | Willem II      | Roda JC               |
| Jessica Torny      | FC Twente      | Willem II             |

* Tijdens dit seizoen.
ADO Den Haag · AZ · sc Heerenveen · Roda JC · FC Twente · FC Utrecht · Willem II
2007/08 · 2008/09 · 2009/10 · 2010/11 · 2011/12 · 2012/13 · 2013/14 · 2014/15 · 2015/16 · 2016/17 · 2017/18 · 2018/19 · 2019/20 · 2020/21 · 2021/22 · 2022/23 · 2023/24 · 2024/25

Eredivisie · Women's BeNe League · BeNe League Orange · KNVB Beker · Supercup · Eredivisie Cup · UEFA Women's Champions League